# ヘルメス 450
ヘルメス 450
アメリカ合衆国税関・国境警備局のヘルメス 450
- 用途：偵察機、観測機
- 分類：無人航空機
- 製造者：エルビット・システムズ
- 運用者： イスラエル（イスラエル航空宇宙軍）他
- 運用開始：1998年
- 運用状況：現役

ヘルメス 450（Hermes 450）は、イスラエルのエルビット・システムズが開発した無人航空機（UAV）。
本項では、イギリス向けの改良型ウォッチキーパーについても記述する。

## 概要
V字尾翼を持つ推進式のプロペラ機であるが、細い円筒形の胴体に短いアダプターを介して主翼を乗せるという、シンプルかつ独特な外見を持つ。エンジンにヴァンケルエンジンを採用しているのも特徴。離着陸には滑走路を使用する。派生型として、航続時間を延長したヘルメス 450LEや武装化を可能にした攻撃機ヘルメス 450Sも存在する。
主な想定用途はISTAR（情報収集・監視・偵察・目標捕捉）やELINT（電子情報収集）、COMINT（通信情報収集）で、武装化が可能である。武装化された攻撃機は、2011年のイスラエルによるスーダン領域内の「イランの攻撃目標」への空爆で実戦運用が報告された。
操縦は高度に自動化されているため、オペレーターはセンサーの操作に集中でき1人での制御が可能。専用のUGCS（Universal Ground Control Station）には予備を含めて2台のコンソールがあるため、1つのUGCSから2機を同時に制御することも可能である。このUGCSは後に開発されたヘルメス 900とも互換性がある。
なお、名称の数字はkg単位の最大離陸重量を意味するものであるが、あくまでも機体規模の目安であり、本機の実際の最大離陸重量は500kgを超えている。

## ウォッチキーパー

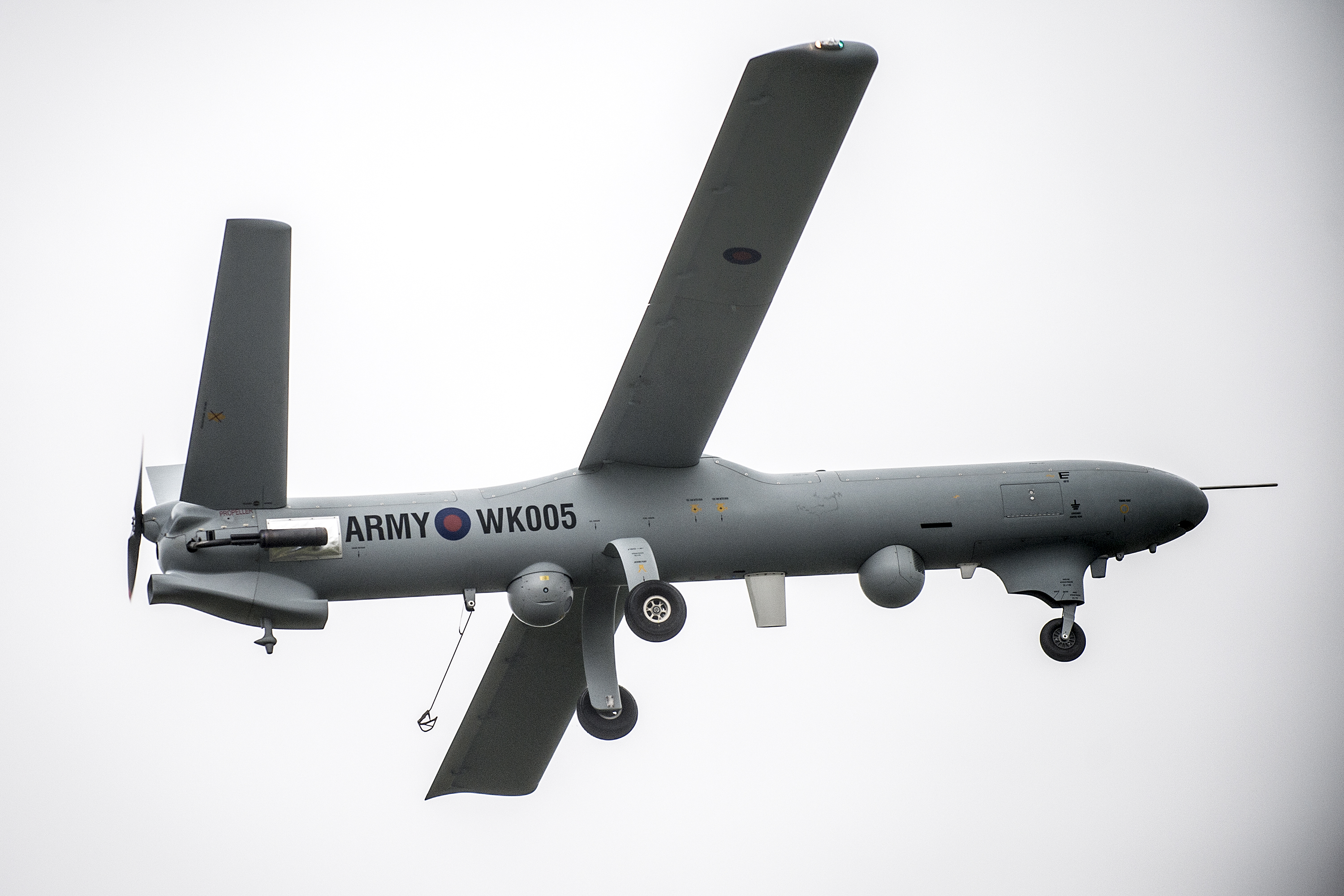
飛行試験中のウォッチキーパー

イギリス陸軍は、砲兵隊向けの弾着観測・目標捕捉用UAVとして、ヘルメス 450をタレスUKが改良したウォッチキーパー WK450（Watchkeeper WK450）を導入している。外見はほとんど変わっていないが、天候に影響されずに地上の移動目標を探知できるよう、EO/IR（電子光学/赤外線）センサーと合成開口レーダーを組み合わせて装備している。機体は分解してコンテナに収容でき、地上管制ステーション（GCS）もコンテナ式になっているため、トラックで容易に展開することができる。
エルビット・システムズとタレスUKの合弁事業として設立された合弁会社U-Tacs（UAV Tactical Systems）が主契約社となり、2007年7月15日に54機を発注、2010年6月の就役を目指したが、初飛行が2010年4月14日にずれ込み、最終的に就役は2014年となった。このため、イギリス陸軍は繋ぎとしてベース機のヘルメス 450を緊急調達することとなった。
2014年にはアフガニスタンに送られて実戦投入されたが、翌年10月には「引き渡し済みである33機の大半は保管状態にあり、実戦使用されているのは数機で、訓練済みのオペレーターは6名のみ」と報じられている。
2019年2月、ウォッチキーパーがイギリス陸軍における完全作戦能力（FOC）を宣言したことが報じられた。

## 運用国

運用国（青）

アゼルバイジャン
 ボツワナ
 ブラジル
ブラジル空軍にてRQ-450の名称で運用。
 コロンビア
 クロアチア
 キプロス
 イギリス
ウォッチキーパーの他ヘルメス 450も運用しており、後者はH-450と呼ばれることもある。
 ジョージア
 イスラエル
イスラエル航空宇宙軍では"Zik"と呼称されており、同軍の第161飛行隊、別名ブラック・スネーク及び砲兵隊 (イスラエル)が運用している。
 北マケドニア
 メキシコ
 フィリピン
フィリピン空軍が4機を導入。
 シンガポール
2023年時点で、シンガポール空軍が9機以上のヘルメス450を保有している。
 アメリカ合衆国
アメリカ合衆国税関・国境警備局などで運用。

## 注目すべき実戦運用例

### ワールド・セントラル・キッチン職員殺害
2023年10月にパレスチナ・イスラエル戦争が発生すると、翌年2024年4月1日に、人道支援NGOのワールド・セントラル・キッチン (WCK) の3台の車両がガザ地区中部に位置するデイル・アル・バラフの倉庫に支援物資を届けた後、イスラエル国防軍との事前調整にも拘わらず、「非戦闘地域」を走行中に同軍のヘルメス450からのミサイル攻撃を受け、7人の職員が殺害された。死者には、オーストラリア人、ポーランド人、英国人、米国とカナダの二重国籍者、パレスチナ人が含まれており、国際社会から大きな批判を受け、WCKや連携する非営利団体の支援活動が一時停止した。イスラエル軍は「重大なミスと手続き違反」を認め2人の将校を解任したと発表したが、WCKのエリン・ゴア最高経営責任者は、同軍は「自らおかした失敗について、納得のいく調査を行うことはできない」と指摘し、第三者機関による独立委員会による調査を要求した。国連のアントニオ・グテーレス事務総長も同様に独立調査が必要だとの認識を示した。

## 諸元（ヘルメス 450）
- 全長：6.1m
- 全幅：10.5m
- 最大離陸重量：550kg
- エンジン：UAVエンジンズR802/902(W)  ヴァンケルエンジン（52馬力）×1
- 最大速度：176km/h
- 運用高度：5,486m
- 航続時間：17-20時間
- 行動半径：300km
- ペイロード：180kg

### 武装化
- ミホリット (מכחולית、Mikholit）ミサイル - ヘルメス 450用に改造された、イスラエル・エアロスペース・インダストリーズ社の対戦車ニムロッド ・ミサイルの射程10キロの空対地派生型[1][3]。
- スパイク (4基装着可)[16] など。